# Interpol (album)
Pour les articles homonymes, voir Interpol (homonymie).
Albums de Interpol
Our Love to Admire
(2007) El Pintor
(2014)
Singles
1. Barricade
Sortie : 3 août 2010
2. Summer Well
Sortie : 6 décembre 2010
3. Lights
Sortie : 8 février 2011
4. Try It On
Sortie : 16 avril 2011

Interpol est le quatrième album du groupe américain de rock indépendant Interpol, publié le 13 septembre 2010, par Matador Records.

## Liste des chansons
Toutes les chansons sont écrites et composées par Interpol.
| No  | Titre                         | Durée |
| --- | ----------------------------- | ----- |
| 1.  | Success                       | 3:28  |
| 2.  | Memory Serves                 | 5:03  |
| 3.  | Summer Well                   | 4:05  |
| 4.  | Lights                        | 5:38  |
| 5.  | Barricade                     | 4:11  |
| 6.  | Always Malaise (The Man I Am) | 4:15  |
| 7.  | Safe Without                  | 4:41  |
| 8.  | Try It On                     | 3:42  |
| 9.  | All of the Ways               | 5:18  |
| 10. | The Undoing                   | 5:11  |

## Musiciens
- Paul Banks – chant, guitare rythmique
- Daniel Kessler – guitare solo, piano
- Carlos Dengler – basse, claviers
- Sam Fogarino – batterie, percussions